# Javier Hernanz
Javier Hernanz Agüeira (Oviedo, 1º febbraio 1983) è un canoista, modello e personaggio televisivo spagnolo.

## Biografia
Si è qualificato ai Giochi olimpici di Atene 2004 ed ha gareggiato con Pablo Banos nel K2 1000 metri, in cui è stato eliminato in semifinale.
Ha rappresentato la Spagna ai Giochi olimpici estivi di Rio de Janeiro 2016 nella specialità del K4 1000 metri, dove ha concluso in quinta posizione in classifica con i connazionali Rodrigo Germade, Íñigo Peña e Óscar Carrera.
Particolarmente avvente, dal 2013 al 2016 è stato modello per la casa di moda di lusso spagnola Loewe.
Nel 2018 ha partecipato alla prima edizione della trasmissione televisiva Bailando con las estrellas (Ballando con le stelle) andata in onda su La 1.

### Vita privata
Dal 2014 al 2019 ha intrattenuto una relazione sentimentale con la nuotatrice Mireia Belmonte.

## Palmarès
| Anno | Manifestazione          | Sede             | Evento        | Risultato  | Prestazione | Note |
| ---- | ----------------------- | ---------------- | ------------- | ---------- | ----------- | ---- |
| 2003 | Mondiali maratona       | Valladolid       | K2            | Argento    | 2h43'21"920 |      |
| 2004 | Europei                 | Poznań           | K2 1000m      | Argento    | 3'12"655    |      |
| 2004 | Giochi olimpici         | Atene            | K2 1000 metri | Semifinale | 3'13"701    |      |
| 2005 | Giochi del Mediterraneo | Almería          | K2 1000 m     | Oro        |             |      |
| 2006 | Europei                 | Račice           | K2 1000m      | Bronzo     | 3'11"955    |      |
| 2008 | Europei                 | Milano           | K2 1000m      | Argento    | 3'16"366    |      |
| 2013 | Mondiali velocità       | Duisburg         | K4 1000m      | 8°         | 3'02"238    |      |
| 2015 | Europei                 | Račice           | K4 1000m      | Bronzo     | 2'58"572    |      |
| 2015 | Mondiali velocità       | Milano           | K4 1000m      | 6°         | 2'59"308    |      |
| 2016 | Giochi olimpici         | Rio de Janeiro   | K4 1000 metri | 5°         | 3'06"768    |      |
| 2017 | Mondiali velocità       | Račice           | K4 1000m      | 4°         | 2'54"076    |      |
| 2018 | Europei                 | Belgrado         | K4 1000m      | Oro        | 2'49"701    |      |
| 2018 | Mondiali velocità       | Montemor-o-Velho | K1 5000m      | Bronzo     | 21'46"565   |      |